# Eclépens
Eclépens − miejscowość i gmina (commune) w zachodniej Szwajcarii, w kantonie Vaud, w okręgu (district) Morges. Leży nad rzeką Venoge.

## Demografia
W Eclépens mieszka 1198 osób. W 2021 roku 24,4% populacji gminy stanowiły osoby urodzone poza Szwajcarią.

## Transport
Przez teren gminy przebiega droga główna nr 133. 